# District de Kweneng
Le District de Kweneng est un district du Botswana situé au sud du pays et est la patrie historique récente du peuple Bakwena, le premier groupe du Botswana converti au christianisme par le célèbre missionnaire David Livingstone. Divers points de repère, y compris la grotte de Livingstone, font allusion à cette histoire. Sa capitale est Molepolole.
Le district est administré par une administration de district et un conseil de district qui sont responsables de l'administration locale. Les peintures rupestres de Manyana dans le village de Manyana et le musée Kgosi Sechele I sont les principales attractions du quartier.
En 2011, la population totale du district était de 304 549 personnes contre 230 335 en 2001. Le taux de croissance de la population au cours de la décennie était de 2,83. En 2006, le nombre total de personnes travaillant à Kweneng East dans le secteur agricole était de 7 212, 4 727 hommes et 2 484 femmes, l'agriculture étant la principale profession.

## Géographie
Kweneng est le seul district sans frontière étrangère. Il borde le district central au nord-est, le district de Kgatleng à l'est, le district du sud-est au sud-est, le district sud au sud, le district de Kgalagadi à l'ouest, le district de Ghanzi au nord. La région est traversée par la ligne nord-ouest d'égale latitude et longitude. La majeure partie du Botswana a des pentes de plateau glissant d'est en ouest. La région a une altitude moyenne d'environ 915 m (3 002 pieds) au-dessus du niveau moyen de la mer. Le type de végétation est la savane, avec de hautes herbes, des buissons et des arbres. Les précipitations annuelles sont d'environ 25 cm (9,8 po), dont la plupart sont reçues pendant la saison estivale de novembre à mai. La plupart des rivières de la région sont saisonnières, la rivière Metsimotlhabe, qui est sujette aux crues soudaines, étant la plus importante. Les peintures rupestres de Manyana dans le village de Manyana et le musée Kgosi Sechele I sont les principales attractions du quartier.

## Éducation et économie
En 2011, il y avait un total de 101 écoles dans le district, avec 16,70% d'écoles privées. Le nombre total d'élèves dans les écoles du Conseil était de 43 930 alors qu'il était de 3 646 dans les écoles privées. Le nombre total d'étudiants inscrits dans le district était de 47 576, soit 23 121 filles et 24 455 garçons. Le nombre total d'enseignants qualifiés était de 1 849, dont 1 449 femmes et 400 hommes. Il y avait environ 94 enseignants temporaires, 46 hommes et 140 femmes. Il y avait un total de 6 enseignants non formés dans le district.

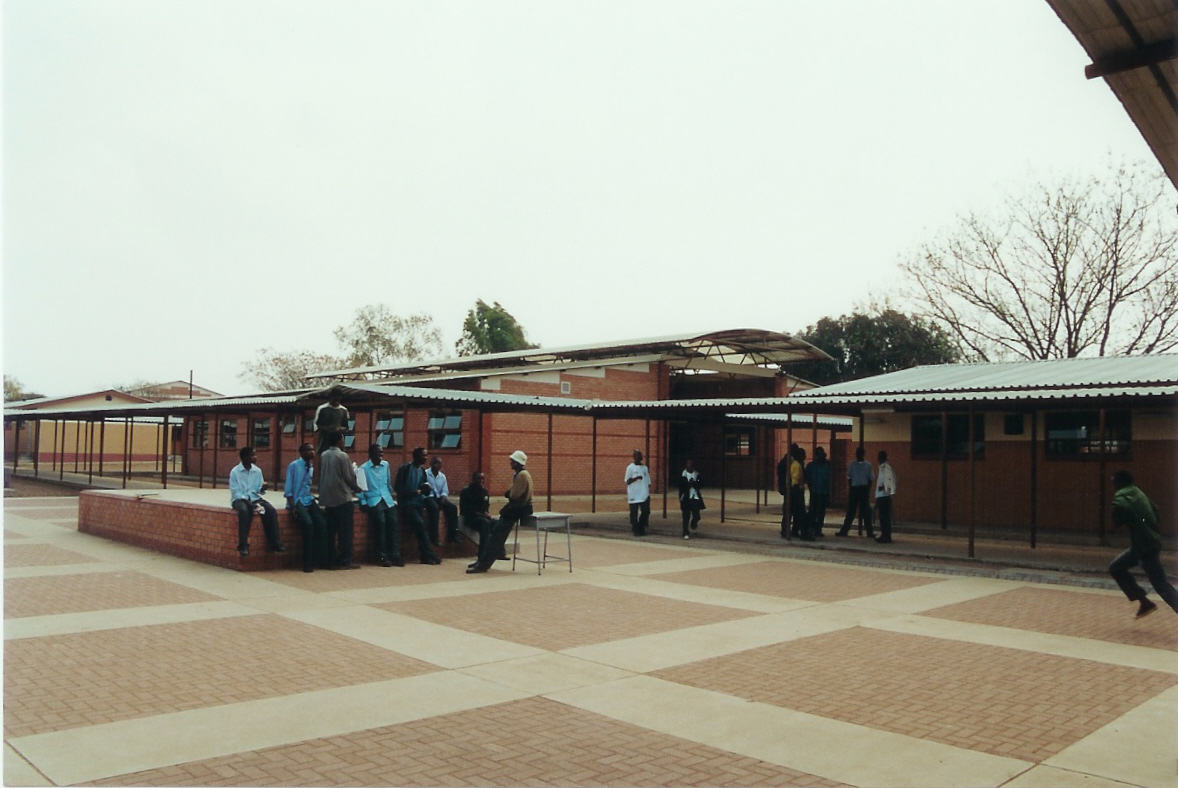
Une école dans le district

En 2006, le nombre total de personnes travaillant à Kweneng East dans le secteur agricole était de 12 740, 7 786 hommes et 4 954 femmes. Il y avait 3314 personnes dans le secteur de la construction, 4141 dans l'éducation, 178 dans l'électricité et l'eau, 557 dans les finances, 531 dans les missions à l'étranger, 269 dans l'industrie de la santé, 2088 dans les hôtels et restaurants, 200 dans les collectivités locales, 578 dans l'industrie, 1358 dans les mines & exploitation de 2 503 dans les autres services collectifs, 858 dans les ménages privés, 504 dans les administrations publiques, 6 142 dans l'immobilier, 25 969 dans l'industrie des transports et des communications et 2 484 dans le commerce de gros. La population active totale était de 7 212 personnes, dont 706 hommes et 296 femmes.

## Sous-districts
- Kweneng East
- Kweneng West

## Villes
Par ordre décroissant de population, les principales villes sont :
- Molepolole
- Mogoditshane
- Thamaga
- Gabane
- Kopong
- Letlhakeng
- Metsimotlhaba